# Direction générale de la Sécurité extérieure
Direction générale de la Sécurité extérieure (slovensko Generalna varnostna direkcija; kratica DGS) je francoska varnostno-obveščevalna služba.